# 西森源兵衛 (1894年生の実業家)
西森 源兵衛（にしもり げんべえ、前名・豊一、1894年〈明治27年〉10月 - 没年不明）は、日本の商人（皮革商）、会社役員。

## 経歴
大阪府大阪市南区西浜南通2丁目生まれ。西森源兵衛の長男。生家は代々皮革の卸問屋である。1931年、家督を相続し、前名・豊一を改め襲名する。皮革商を営み、原皮移入取締役である。

## 人物
住所は大阪市浪速区西浜南通2丁目（現・浪速西）。

## 家族・親族
西森家
- 父・源兵衛[2][10]（1866年 - 1931年[11]、前名・豊次郎[4]、大阪平民[10]、兵庫県人・岡島文吉の四男[4]あるいは弟[8][10]で、西森源兵衛の養子[4][10]、皮革貿易商[4]、皮革商[8]、西浜土地建物取締役[11]）
- 養弟・英一[10]（1896年 - ?、大阪、荒木栄蔵の長男[10]、家主[3]）
- 妻・かのゑ（1901年 - ?、兵庫、岡島加之吉の二女）[4][8]
- 娘[5][6]

親戚
- 荒木栄蔵[10]（皮革貿易商、共榮合名会社代表社員）